# Europees topschutter van het seizoen 2007/08
De titel Europees topschutter van het seizoen 2007/08, ook wel bekend als de Gouden Schoen, werd gewonnen door de Portugees Cristiano Ronaldo, spelend voor Manchester United FC.
Sinds het seizoen 1996/97 gaat de titel niet meer automatisch naar de speler met de meeste doelpunten. De verschillende competities worden ingedeeld volgens de UEFA-coëfficiënten. De vijf sterkste competities (tot 1999/00 de sterkste acht) hebben een vermenigvuldigingsfactor twee. Competities 6 t/m 22 (tot 1999/00 21) factor 1,5 en de rest heeft factor 1. Daardoor kan het gebeuren dat een speler uit een zwakkere competitie meer doelpunten heeft gescoord dan de winnaar van de Gouden Schoen.

## Eindstand Gouden Schoen Seizoen 2007/2008
| Plaats | Speler                | Goals | Waarde | Punten | Club                 |
| ------ | --------------------- | ----- | ------ | ------ | -------------------- |
| 1      | Cristiano Ronaldo     | 31    | x2     | 62     | Manchester United FC |
| 2      | Daniel González Güiza | 27    | x2     | 54     | RCD Mallorca         |
| 3      | Klaas-Jan Huntelaar   | 33    | x1,5   | 49,5   | Ajax                 |
| 4      | Fernando Torres       | 24    | x2     | 48     | Liverpool FC         |
| 5      | Emmanuel Adebayor     | 24    | x2     | 48     | Arsenal FC           |
| 6      | Luca Toni             | 24    | x2     | 48     | FC Bayern München    |
| 7      | Luís Fabiano          | 24    | x2     | 48     | Sevilla FC           |
| 8      | Alessandro Del Piero  | 21    | x2     | 42     | Juventus             |
| 9      | Rhys Griffiths        | 40    | x1     | 40     | Llanelli AFC         |
| 10     | David Trezeguet       | 20    | x2     | 40     | Juventus             |
| 11     | Karim Benzema         | 20    | x2     | 40     | Olympique Lyon       |
| 12     | Sergio Agüero         | 19    | x2     | 38     | Atlético Madrid      |
| 13     | Marco Borriello       | 19    | x2     | 38     | Genoa CFC            |
| 14     | Roque Santa Cruz      | 19    | x2     | 38     | Blackburn Rovers FC  |
| 15     | Mario Gómez           | 19    | x2     | 38     | VfB Stuttgart        |
| 16     | Scott McDonald        | 25    | x1,5   | 37,5   | Celtic FC            |
| 17     | Hakan Yakin           | 24    | x1,5   | 36     | BSC Young Boys Bern  |
| 18     | Nihat Kahveci         | 18    | x2     | 36     | Villarreal CF        |
| 19     | Mamadou Niang         | 18    | x2     | 36     | Olympique Marseille  |
| 20     | Raúl                  | 18    | x2     | 36     | Real Madrid          |
| 21     | Lisandro López        | 24    | x1,5   | 36     | FC Porto             |
| 22     | David Villa           | 18    | x2     | 36     | Valencia CF          |
| 23     | Ricardo Oliveira      | 17    | x2     | 34     | Real Zaragoza        |
| 24     | Adrian Mutu           | 17    | x2     | 34     | ACF Fiorentina       |
| 25     | Zlatan Ibrahimović    | 17    | x2     | 34     | Internazionale       |
| 26     | Antonio Di Natale     | 17    | x2     | 34     | Udinese Calcio       |
| 27     | Blaise Nkufo          | 22    | x1,5   | 33     | FC Twente            |
| 28     | Thorstein Helstad     | 22    | x1,5   | 33     | SK Brann             |
| 29     | Samuel Eto'o          | 16    | x2     | 32     | FC Barcelona         |
| 30     | Ruud van Nistelrooij  | 16    | x2     | 32     | Real Madrid          |

1968/69 ·
1969/70 ·
1970/71 ·
1971/72 ·
1972/73 ·
1973/74 ·
1974/75 ·
1975/76 ·
1976/77 ·
1977/78 ·
1978/79 ·
1979/80 ·
1980/81 ·
1981/82 ·
1982/83 ·
1983/84 ·
1984/85 ·
1985/86 ·
1986/87 ·
1987/88 ·
1988/89 ·
1989/90 ·
1990/91 ·
1991/92 ·
1992/93 ·
1993/94 ·
1994/95 ·
1995/96 ·
1996/97 ·
1997/98 ·
1998/99 ·
1999/00 ·
2000/01 ·
2001/02 ·
2002/03 ·
2003/04 ·
2004/05 ·
2005/06 ·
2006/07 ·
2007/08 ·
2008/09 ·
2009/10 ·
2010/11 ·
2011/12 ·
2012/13 ·
2013/14 ·
2014/15 ·
2015/16 ·
2016/17 ·
2017/18 ·
2018/19